# Röbbeck (Velbert)
Röbbeck ist ein Stadtteil von Velbert und überwiegend als Gewerbegebiet bebaut.

## Geografie

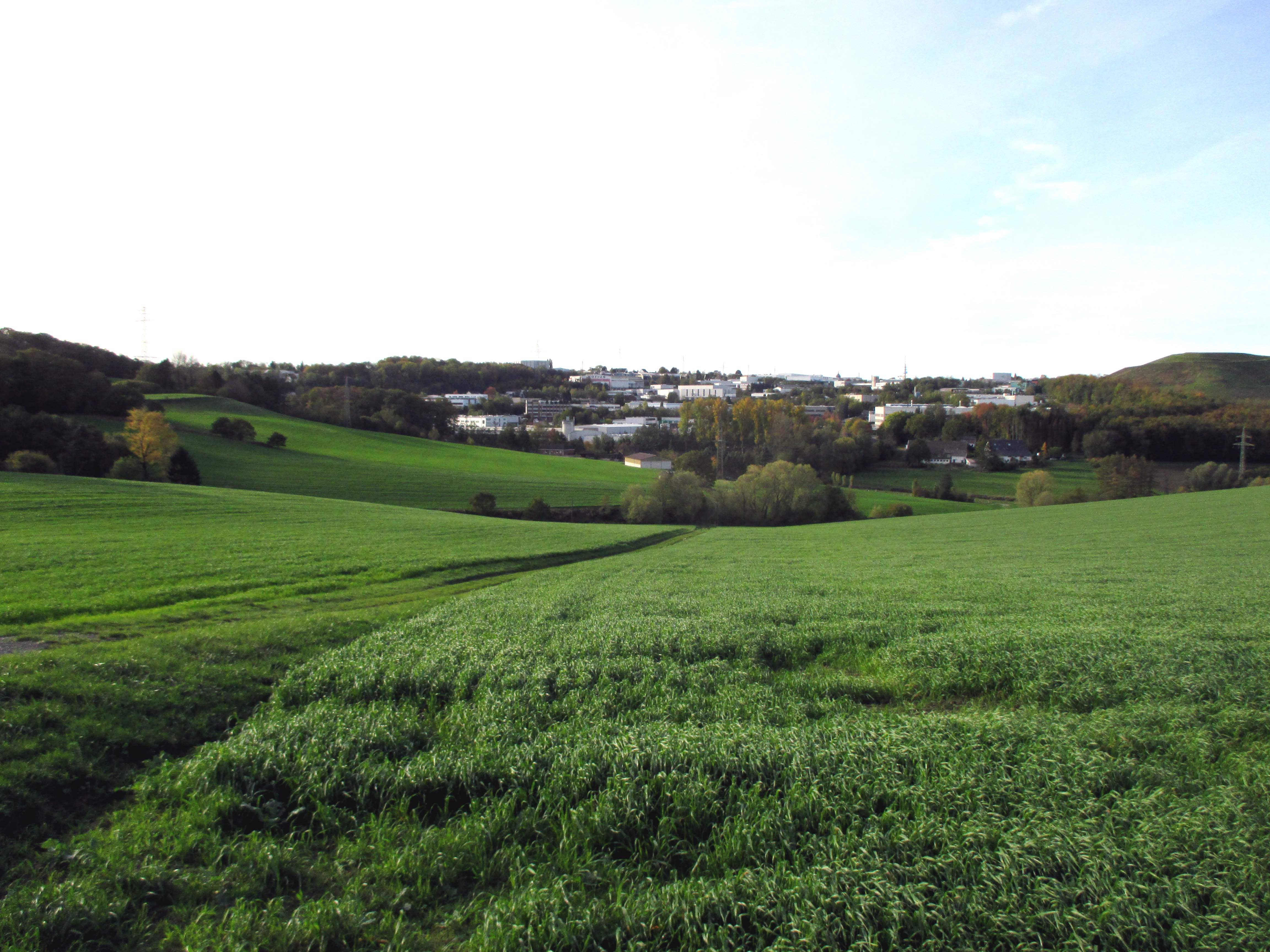
Die Röbbeck vom Rottberg aus gesehen. Im Vordergrund der Zusammenfluss von Röbbeck und Peepes Beeke und im Tal gelegen der Hof Röbbeck. Am rechten Bildrand erscheint die Deponie Plöger Steinbruch

Die Röbbeck (wie der gleichnamige Bach wird der Stadtteil meist in seiner weiblichen Form genannt) liegt am östlichen Rand des Stadtgebiets von Velbert-Mitte auf dem Velberter Höhenrücken, von dem sie nach Norden zum Hesperbach und zur Röbbeck (Hesperbach) relativ steil abfällt.

## Benachbarte Stadtteile
Im Südwesten grenzt der Stadtteil Velbert-Ost/An der Lantert an, im Osten der Nordpark, im Norden der Hefel und im Norden und Osten der dünn besiedelte Außenbezirk Rottberg.

## Geschichte
Der Name Röbbeck bezieht sich auf ein am Rande des Gewerbegebiets liegenden alten Hof Röbbeck. Seit den 1970er Jahren erfolgte, ausgehend von den älteren Gewerbegebieten Industriestraße und Röttgen, die Bebauung großer Ackerflächen der ehemaligen Bauerschaft Rottberg, die um 2000 ihren Abschluss fand. Eine geplante Erweiterung nach Osten bis zur Rottberger Straße scheiterte im Jahr 2000 an der schwierigen Topographie.
Da das Gebiet teilweise als Industriegebiet ausgewiesen ist, gibt es nur wenige Einwohner. Einige ältere Kotten und der Weiler Bleiberg wurden von der Gewerbebebauung eingeschlossen.

## Infrastruktur
Das Gewerbegebiet liegt nördlich der Langenberger Straße/L 427 und ist dort an die Bundesautobahn 535 angebunden sowie über die Rottberger Straße/K23 an die A44. Eine bessere Anbindung an die Stadt erfolgte in den 1990er Jahren durch die direkte Anbindung über die Siemensstraße zur Bahnhofstraße, indem das Tal des Hesperbachs verfüllt wurde. Durch die Röbbeck führen zwei Linien des Ortsbusses Velbert, die OV7 und die OV8, die den Stadtteil an die Stadtmitte und an die Stadtteile Langenberg und Nierenhof anbinden.